# Öndörshil, Dundgovi
Öndörshil (tiếng Mông Cổ: Өндөршил) là một sum của tỉnh Dundgovi ở Mông Cổ. Vào năm 2007, dân số của sum là 1.616 người.

## Địa lý
Sum có diện tích khoảng 4.852 km2. Trung tâm sum, Bokhot, nằm cách tỉnh lỵ Mandalgovi 190 km và thủ đô Ulaanbaatar 370 km.

### Khí hậu
Öndörshil có khí hậu hoang mạc. Nhiệt độ trung bình hàng năm trong khu vực là 7 °C. Tháng ấm nhất là tháng 7, khi nhiệt độ trung bình là 30 °C và lạnh nhất là tháng 1, với −17 °C. Lượng mưa trung bình hàng năm là 182 mm. Tháng ẩm ướt nhất là tháng 7, với lượng mưa trung bình là 61 mm, và khô nhất là tháng 2, với 2 mm.

## Kinh tế
Sum có một trường học, bệnh viện, khu dịch vụ và nhà nghỉ.